# 道の駅子守唄の里五木
道の駅子守唄の里五木（みちのえき こもりうたのさといつき）は、熊本県球磨郡五木村にある道の駅である。五木村の中心集落、頭地（とうじ）の国道445号沿いに位置する。

## 施設
- 駐車場
  - 普通車：54台
  - 軽自動車：3台
  - 大型車：4台
  - 身障者用：6台
  - 二輪車：12台
- トイレ
  - 男：大 2器、小3器
  - 女：4器
  - 身障者用：1器
- 公衆電話
- 食堂「レストラン夢唄」（11:00 - 14:00、18:00 - 21:00（OS20:30））
- 物産館「五木物産館 山の幸」（8:00 - 18:00（12月〜3月は - 17:00））
- 観光情報コーナー
- 軽食コーナー
- 日帰温泉施設「五木温泉 夢唄」（11:00 - 21:00）

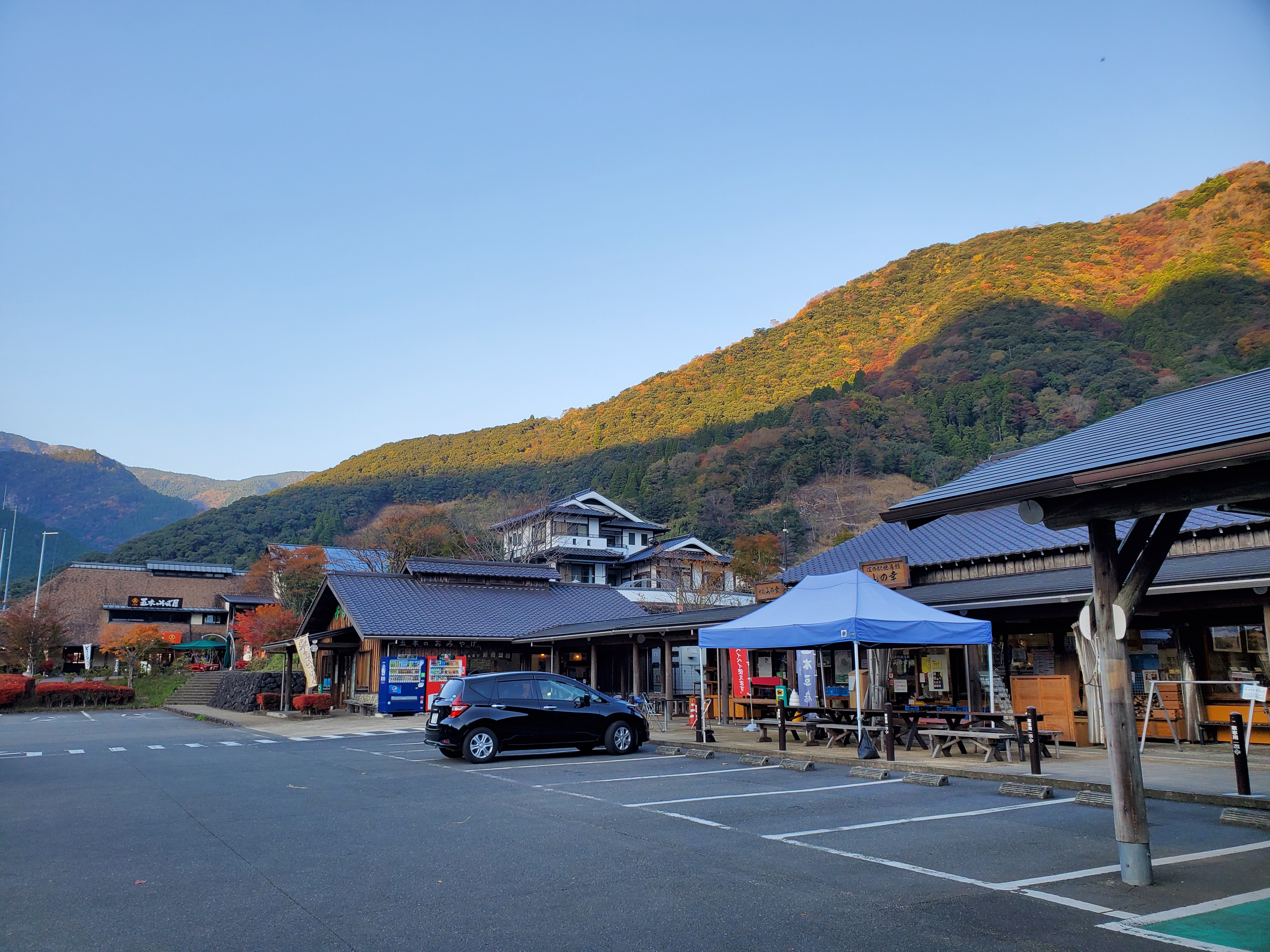
2021年11月時点の外観（リニューアル前）
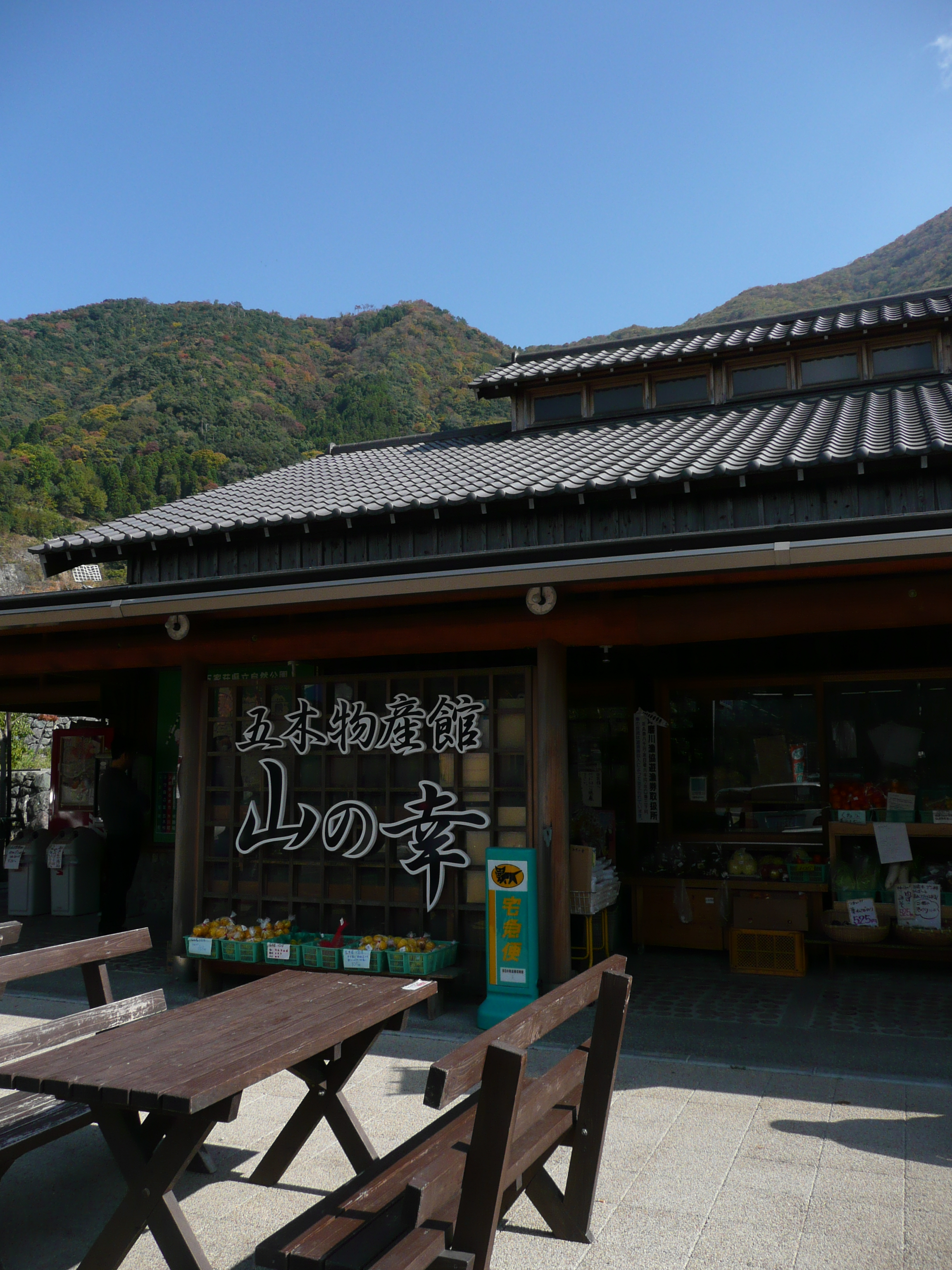
2009年11月時点の物産館（リニューアル前）

## 休館日
- 物産館（年末年始）
- レストラン、温泉（毎週火曜日（祝日の場合は営業）、年末年始）

## 周辺
- 子守茶屋
- 子守唄公園
- 五木久領庵
- 五木村役場
- 川辺川
- 頭地資料室「やませみ」
- 白滝公園
- 大滝自然森林公園
- 端海野キャンプ場
- 宮園の大銀杏